# Guerreros de Oaxaca (Jaripeo)
 Desde el Virreinato, los jinetes de Oaxaca han sido los más destacados, hasta la actualidad son de los mejores en el jaripeo profesional.
Los Guerreros de Oaxaca es un equipo de jinetes formado a finales del año 2007 en el Estado de Oaxaca. Este equipo es dirigido por Jaret Juárez Santiago y, se caracteriza por reunir a jinetes de jaripeo de las regiones del Estado de Oaxaca en donde el jaripeo se práctica de forma profesional.
La mayoría de los jinetes que componen esta cuadrilla son originarios de las regiones oaxaqueñas de la Mixteca, Valles Centrales, Sierra Sur y Costa.
Antes de haberse creado este equipo la mayoría de sus integrantes pertenecía a equipos de jinetes locales o trabajaban individualmente.
Su primera presentación se dio el 11 de diciembre de 2007 en el Municipio de Santiago Huajolotitlan, Oaxaca. La selección de toros a la que se enfrentaron pertenecía a la ganadería de Rancho el Orgullo del mismo lugar.
- Datos: Q5887992